# Daniela Maccelli
Daniela Maccelli (Barberino di Mugello, 8 dicembre 1949 – Prato, 27 novembre 2022) è stata una ginnasta italiana.

## Biografia
Nata a Barberino di Mugello, in provincia di Firenze, nel 1949, era tesserata per la Ginnastica Etruria di Prato.
A 18 anni partecipò ai Giochi olimpici di Città del Messico 1968, in cinque gare (la nazionale italiana non prendeva parte al concorso a squadre), chiudendo 77ª nel concorso individuale con 67,800 punti, 79ª al corpo libero con 17,200, 74ª alle parallele asimmetriche con 16,850, 86ª alla trave con 15,800 e 49ª nel volteggio con 17,950. Negli ultimi quattro casi non riuscì ad accedere alla finale, riservata alle sei con i migliori punteggi delle qualificazioni.
Dopo il ritiro rimase nel mondo della ginnastica artistica come istruttrice prima all'Etruria e poi all'Arcobaleno, entrambe a Prato; inoltre fu insegnante di educazione fisica in alcune scuole secondarie delle sue zone d'origine.
Morì nel 2022, a 72 anni.